# Cinzas e Diamantes
Popiół i diament (bra/prt: Cinzas e Diamantes; em inglês:  Ashes and Diamonds) é um filme polonês de 1958 dirigido por Andrzej Wajda, baseado no romance de 1948 do escritor polonês Jerzy Andrzejewski.
O título vem de um poema do século 19 de Cyprian Norwid e se refere à maneira pela qual os diamantes são formados a partir de calor e pressão agindo sobre o carvão.